# ساياكا سينبونغي
ساياكا سينبونغي (千本木彩花 سينبونغي ساياكا) هي مؤدية أصوات يابانية ولدت في 24 نوفمبر 1995 في محافظة سايتاما.

## أدوارها في الأنمي

### مسلسلات أنمي تلفزيونية
- كابانيري الحصن الحديدي - مومي
- قرية الضياع - يونو
- البدلة المتنقلة جاندام: أيتام الدم الحديدي - كراكر غريفون
- ماجيكيون! رينيسانس - كوهانا آيغاساكي
- هاروتشيكا - نوزومي يامازاكي
- سيرفامب - ماري
- مغامرة جوجو الغريبة: الرياح الذهبية - تريش أونا
- أنمي-غاتاريز - أريسو كاميغوسا
- أوفرلورد III - سيكسوس
- عقد إخضاع المستدعيتان لزعيم الشر - سيليستين بوردوريل
- أعمال الريوؤو! - ماتشي كوغوي
- صراع الطبخ: الطبق الثالث - سيلا
- هجوم العمالقة Season 2 - نيفا
- هجوم العمالقة Season 3 - نيفا
- بيتليس - ماري
- طعام الدهليز اللذيذ - مارسيل
- إعادة تجسيدي في هيئة هلام - شونا

### أفلام أنمي
- كابانيري الحصن الحديدي: معركة أوناتو - مومي

## وصلات خارجية
- ساياكا سينبونغي على موقع IMDb (الإنجليزية)
- ساياكا سينبونغي على موقع ميوزك برينز (الإنجليزية)
- ساياكا سينبونغي على موقع قاعدة بيانات الفيلم (الإنجليزية)
- ساياكا سينبونغي على موقع ANN person (الإنجليزية)